# Szentágothai János

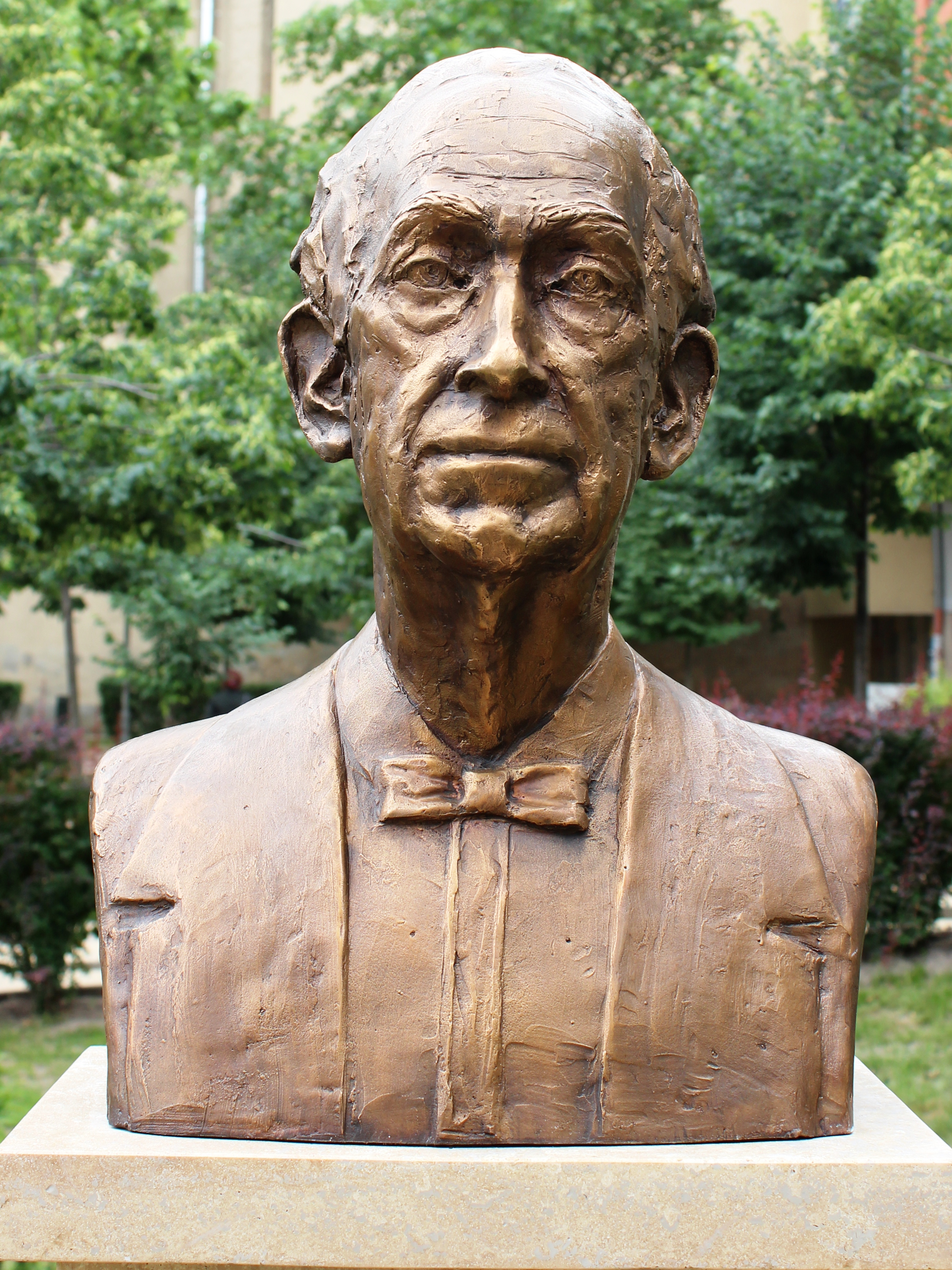
Szentágothai János mellszobra a róla elnevezett téren (Freund Éva alkotása)

Szentágothai János, eredeti nevén Schimert János (Pestújhely, 1912. október 31. – Budapest, 1994. szeptember 8.) Kossuth-díjas magyar anatómus, egyetemi tanár, professor emeritus, országgyűlési képviselő, a Magyar Tudományos Akadémia elnöke 1976-tól 1985-ig, a magyar szkeptikus mozgalom atyja. Antal Géza orvos unokája és Lumniczer Sándor (akinek nagybátyja Schöpf-Merei Ágost volt) orvos dédunokája.

## Fiatalkora
Apai ágon erdélyi szász, anyai ágon székely származású, evangélikus orvosdinasztia második gyermekeként született. A budapesti Német Gimnáziumban érettségizett 1930-ban, majd felvették a Pázmány Péter Tudományegyetem orvosi karára (jelenleg Semmelweis Egyetem Általános Orvostudományi Kar). Ugyanitt tanult négy fiútestvére is. 1936-ban avatták orvosdoktorrá. Már egyetemista korában, 1932-től 1936-ig demonstrátorként dolgozott az anatómia tanszéken Lenhossék Mihály alatt, aki nagyra becsülte némettudását. Az Anschluss Bécsben érte, majd a háború után fölkérték az ottani orvosegyetem tanszékvezetőjének, de ő a pécsi katedrát választotta, ahol hallgatóinak rendszeresen tartott bibliaórákat is. 1956-ban a pécsi Értelmiségi Forradalmi Bizottság elnöke volt.

### Családja
1938. június 7-én kötött házasságot Biberauer Alice-szal, akivel a Pro Christo Diákszövetségben ismerkedett meg, s akitől három leánya született: Katalin (1939), Klára (1941) és Mária Krisztina (1951); mindhárman az orvosi pályát választották. Szentágothai János négy orvos fivére az Egyesült Államokban és Németországban élt, gyermekeik közül már csak egy választotta az orvosi pályát. Szabadidejében szívesen bíbelődött révfülöpi hétvégi telkén a növényeivel.

## Tudományos pályafutása
Oktatási pályájának kezdetén új technikákat dolgozott ki a degeneráció kutatásával kapcsolatban, ezzel a neuroanatómiában elismert szaktekintéllyé vált. Egy évet Bázelben tanult posztgraduális képzés keretében. 1942-ben magántanári képesítést szerzett a neuroanatómia tárgykörében. A második világháború alatt (karpaszományos) orvos-őrvezető volt, hadifogságba került, ahonnan 1946-ban tért haza. Ekkor a Pécsi Orvostudományi Egyetemre került, ahol az anatómiai tanszék vezetőjévé nevezték ki. A tanszék háború utáni újraindítása után a vesztibuláris rendszer és a neuroendokrinológia témakörével foglalkozott. Pécsi évei alatt iskolateremtő munkát végzett a neuroanatómia terén. 1948-ban az MTA levelező tagjává választották. 1961-ben az ő tanszékén kezdték hazánkban az elektronmikroszkópos agykutatást.
1963-ban visszatért Budapestre, a Semmelweis Orvostudományi Egyetem anatómia tanszékének vezetését vette át. Itt elsősorban a kisagy- és nagyagykéreg működésével foglalkozott. Emellett többek között kísérleti agykutatással, a gerincvelői és agytörzsi pályákkal és a reflexmechanizmusokkal is foglalkozott, kutatott. 1967-ben az MTA rendes tagjává választották. A tanszéket 1977-ig vezette, majd 1986-ban hivatalosan nyugdíjba vonult, de a tanítást nem hagyta abba és professor emiritusi címet kapott. Leghíresebb tudományos munkája a Kiss Ferenccel készített Az ember anatómiájának atlasza című, általa rajzolt tankönyv, amelyet tizenhárom nyelvre fordítottak le és száznál több kiadást ért meg. Azt hirdette, hogy az ember beszédfejlődésének zöme féléves korától másfél éves koráig tart, és benne a kommunikációigény a legfontosabb tényező.

## A hazai szkeptikus mozgalom alapítója
Jó kapcsolatot ápolt a nemzetközi szkeptikus mozgalom egyik vezéralakjával, James Randivel, aki a csalók és áltudósok leleplezésével szerzett nemzetközi hírnevet, és aki Magyarországra is ellátogatott 1992-ben. Ugyanebben az évben Szentágothai professzor egyik alapítója és – haláláig – első elnöke lett a Tényeket Tisztelők Társaságának (TTT), amely az akkoriban rohamosan terjedni kezdett áltudományokkal szemben igyekezett a tudományos szkepticizmus elvei alapján fellépni.
Bár az 1995-ben – részben a TTT által – szervezett Szkeptikusok Első Országos Találkozóját már nem érhette meg, emlékezete áthatotta a következő években Szkeptikusok Országos Találkozója, majd Szkeptikusok Országos Konferenciája címen megrendezett események sorát. Szintén az ő általa – és a TTT számos más, nagyformátumú alakja által – fémjelzett mozgalomból nőtt ki a Budapesti Szkeptikus Konferencia, valamint a 2006-ban megalakult Szkeptikus Társaság.

## Közéleti pályafutása
1956-ban a pécsi Értelmiségi Forradalmi Bizottság elnöke volt. A közéletbe majd csak 1973-ban tért vissza, amikor a Magyar Tudományos Akadémia alelnökévé választották. A korábbi elnök, Erdey-Grúz Tibor halála után 1976. október 26-án megbízták az Akadémia elnöki teendőinek ellátásával, majd az 1977. május 5-én tartott közgyűlésen a tudományos köztestület elnökévé választották, emiatt távozott tanszékvezetői pozíciójáról. 1985-ben távozott onnan, amikor országgyűlési képviselő és a Magyar Népköztársaság Elnöki Tanácsának tagja lett (utóbbinak annak megszüntetéséig tagja volt).

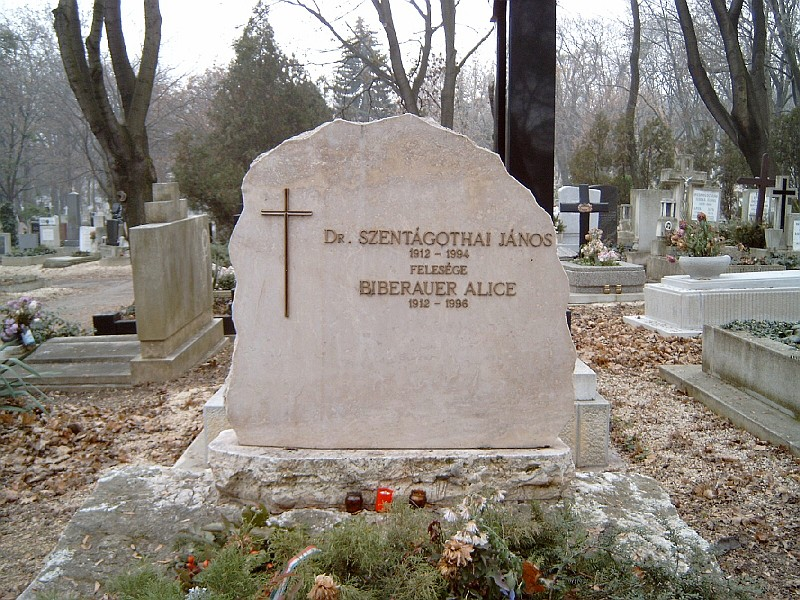
Szentágothai János és feleségének sírja Budapesten. Farkasréti temető: 6/2-1-111/112.

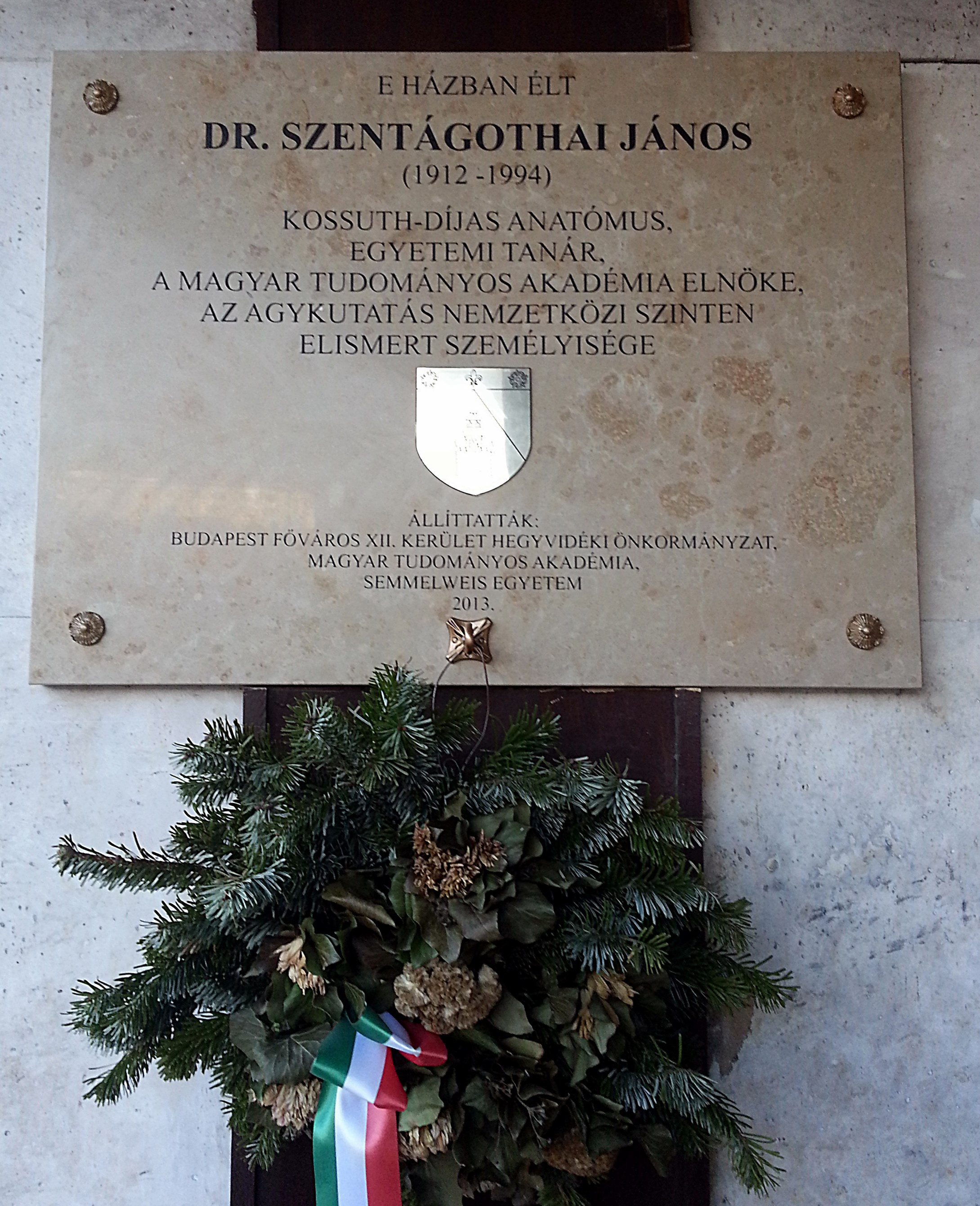
Emléktáblája
Magyar jakobinusok tere 2-3.

A rendszerváltás során bekapcsolódott a Magyar Demokrata Fórum munkájába. Az 1990-es országgyűlési választáson már a rendszerváltó párt színeiben, annak országos listájáról szerzett mandátumot. A külügyi bizottság tagjaként dolgozott. A ciklus lejárta után pár hónappal hunyt el.

## Főbb művei
- Az ember anatómiájának atlasza (Kiss Ferenccel) Bp.: Posner Grafikai Műintézet, 1946.
- Die Rolle der einzelnen Labyrinthrezeptoren bei der Orientation von Augen und Kopf im Raume (Unter Mitwirkung von A. Gömöry, R. Scháb, J. Sas) Bp.: Akadémiai Kiadó, 1952.
- A Hypothalamic Control of the Anterior Pituitary (társszerzők: Flerkó Béla, Mess Béla, Halász Béla) Bp.: Akadémiai Kiadó, 1962.
- The Cerebellum as a Neuronal Machine (With John C. Eccles, Masao Ito) Berlin-Heidelberg-New York: Springer-Verlag, 1967.
- Funkcionális anatómia (I-III. kötet) Bp.: Medicina Könyvkiadó, 1971. (A negyedik, átdolgozott, 1985-ben megjelent kiadás társszerzője Réthelyi Miklós)
- Conceptual Models of Neural Organization (With Michael A. Arbib) Cambridge, Mass.: MIT Press, 1975.
- Neuralmechanism. Structure, function and dynamics (With Michael A. Arbib, Péter Érdi) Cambridge, Mass.: MIT Press, 1998.

## Díjai, elismerései
- Kossuth-díj (1950)
- Állami Díj I. fokozat (1970) – Az idegrendszer funkcionális struktúrakutatásában elért eredményeiért.
- Jancsó Miklós-emlékérem (1976)
- Semmelweis-emlékérem (SOTE, 1977)
- Ferrier Lecture (Royal Society, 1977)[5]
- Jubileumi Emlékplakett (KÉE, 1978)
- Apáczai Csere János-díj (1980)
- Hőgyes Endre-emlékérem (ETT, 1982)
- Akadémiai Aranyérem (1985)
- A Magyar Köztársasági Érdemrend középkeresztje a csillaggal (1992)
- Magyar Örökség díj (posztumusz, 2000)
- A Pécsi Orvostudományi Egyetem (ma Pécsi Tudományegyetem) díszdoktora (1980. október 10.)[5]
- Az Oxfordi Egyetem díszdoktora[5]
- A Turkui Egyetem díszdoktora[5]

### Akadémiai tagságai
- Szlovén Tudományos és Művészeti Akadémia[5]
- Magyar Tudományos Akadémia (1948: levelező, 1967: rendes tag)[5]
- Royal Society[5]
- Amerikai Művészeti és Tudományos Akadémia[5]
- Leopoldina Tudományakadémia[5]
- Nemzeti Tudományos Akadémia (Amerikai Egyesült Államok)[5]
- Pontifical Academy of Sciences[5]
- Szovjet Tudományos Akadémia[5]
- Finnish Academy of Science and Letters[5]
- Akademie der Wissenschaften und der Literatur[5]
- Norvég Tudományos Akadémia[5]
- Svéd Királyi Tudományos Akadémia[5]
- Szerb Tudományos és Művészeti Akadémia[5]

## Emlékezete
2004-ben a Pécsi Tudományegyetem Természettudományi Karán megalakult a Szentágothai János Protestáns Szakkollégium.
2013. május 23-án Budapest IX. kerületében a Thaly Kálmán utca és a Vendel sétány kereszteződésének terét róla nevezték el. A téren Dr. Bácskai János, Ferencváros polgármestere, Bartos Mónika, az Országgyűlés Magyar-Spanyol Baráti Tagozatának elnöke és Dr. Szél Ágoston, a Semmelweis Egyetem rektora jelenlétében felavatták Szentágothai János és Santiago Ramón y Cajal Nobel-díjas spanyol neurológus mellszobrát.
2012. október 29-e óta az ő nevét viseli a Pécsi Tudományegyetem 2012. júniusában átadott tudományos kutatóközpontja a Szentágothai János Kutatóközpont.

## Származása
| Szentágothai János 1940-ig: Schimert János (Pestújhely, 1912. okt. 31.– Budapest, 1994. szept. 8.) anatómus, az MTA elnöke | Apja: Schimert János Gusztáv (Szerdahely, 1877. máj. 29.– Stuttgart, 1955. aug. 15.) orvos | Apai nagyapja: Christian Friedrich Schimert (Szerdahely, 1822 – 1888)                   | Apai nagyapai dédapja: Daniel Samuel Schimert (1785–1858)                                                                   |
| Szentágothai János 1940-ig: Schimert János (Pestújhely, 1912. okt. 31.– Budapest, 1994. szept. 8.) anatómus, az MTA elnöke | Apja: Schimert János Gusztáv (Szerdahely, 1877. máj. 29.– Stuttgart, 1955. aug. 15.) orvos | Apai nagyapja: Christian Friedrich Schimert (Szerdahely, 1822 – 1888)                   | Apai nagyapai dédanyja: Johanna Regina Gundhart (1786–1829)                                                                 |
| Szentágothai János 1940-ig: Schimert János (Pestújhely, 1912. okt. 31.– Budapest, 1994. szept. 8.) anatómus, az MTA elnöke | Apja: Schimert János Gusztáv (Szerdahely, 1877. máj. 29.– Stuttgart, 1955. aug. 15.) orvos | Apai nagyanyja: Caroline Luisa Bock (1837–1895)                                         | Apai nagyanyai dédapja: n.a.                                                                                                |
| Szentágothai János 1940-ig: Schimert János (Pestújhely, 1912. okt. 31.– Budapest, 1994. szept. 8.) anatómus, az MTA elnöke | Apja: Schimert János Gusztáv (Szerdahely, 1877. máj. 29.– Stuttgart, 1955. aug. 15.) orvos | Apai nagyanyja: Caroline Luisa Bock (1837–1895)                                         | Apai nagyanyai dédanyja: n.a.                                                                                               |
| Szentágothai János 1940-ig: Schimert János (Pestújhely, 1912. okt. 31.– Budapest, 1994. szept. 8.) anatómus, az MTA elnöke | Anyja: Antal Margit (Budapest, 1888. jan. 17.– Stuttgart, 1977. máj. 29.)                  | Anyai nagyapja: Antal Géza Nagyenyed, 1846. szept. 11.– Budapest, 1889. dec. 20.) orvos | Anyai nagyapai dédapja: nagydellői Antal László (Marosvásárhely, 1808. jún. 27.– Marosvásárhely, 1884. dec. 28.) orvos      |
| Szentágothai János 1940-ig: Schimert János (Pestújhely, 1912. okt. 31.– Budapest, 1994. szept. 8.) anatómus, az MTA elnöke | Anyja: Antal Margit (Budapest, 1888. jan. 17.– Stuttgart, 1977. máj. 29.)                  | Anyai nagyapja: Antal Géza Nagyenyed, 1846. szept. 11.– Budapest, 1889. dec. 20.) orvos | Anyai nagyapai dédanyja: Görög Erzsébet                                                                                     |
| Szentágothai János 1940-ig: Schimert János (Pestújhely, 1912. okt. 31.– Budapest, 1994. szept. 8.) anatómus, az MTA elnöke | Anyja: Antal Margit (Budapest, 1888. jan. 17.– Stuttgart, 1977. máj. 29.)                  | Anyai nagyanyja: Lumniczer Ilona (1863 körül – Budapest, 1940. febr. 29.)               | Anyai nagyanyai dédapja: dolbergi és randeneggi Lumniczer Sándor (Kapuvár, 1821. márc. 29.– Budapest, 1892. jan. 30.) orvos |
| Szentágothai János 1940-ig: Schimert János (Pestújhely, 1912. okt. 31.– Budapest, 1994. szept. 8.) anatómus, az MTA elnöke | Anyja: Antal Margit (Budapest, 1888. jan. 17.– Stuttgart, 1977. máj. 29.)                  | Anyai nagyanyja: Lumniczer Ilona (1863 körül – Budapest, 1940. febr. 29.)               | Anyai nagyanyai dédanyja: Radnótfáy Kata (1834 körül– Budapest, 1893. szept. 5.)                                            |